# 杖ノ淵公園
杖ノ淵公園（じょうのふちこうえん）は、愛媛県松山市南高井にある湧水池と日本庭園がある都市公園（街区公園）である。園内に湧水があり、湧水池には鯉が放されている。

## 概要
市民の風情ある憩いの場となっており、杖ノ淵として1985年（昭和60年）名水百選のひとつに選定された。
平成4年度手づくり郷土賞（くらしに根づく施設）受賞。
- 杖の淵の飲水場
- 杖の淵公園の湧水井

## 西林寺奥の院
四国巡錫中の空海がこの地を通りかかった際に、住民が干魃に苦しんでいた。これを見た空海がここに杖を突き立てると清水が湧き出たという。以後、清水は尽きることなく湧き出て淵となった。
この伝説から「杖ノ淵」と名付けられた。四国八十八箇所四十八番札所西林寺の奥の院となっている。
ご詠歌：ありがたや 大師の姿 したいきて 泉の水を 汲むぞうれしき

## 施設
- トイレ、休憩所、お食事処

## 交通アクセス
- 松山自動車道松山ICより東方へ2km
- 伊予鉄バス杖の淵公園前バス停すぐ